# Литекс Моторс
„Литекс Моторс“ е бивша българска автомобилна компания, която произвежда леки автомобили от китайската марка Great Wall от есента на 2011 г.
На 27 февруари 2017 г. фирмата подава молба за обявяване в несъстоятелност пред Софийския съд.

## Предприятие
В дружеството „Литекс моторс“ 92% от акциите са на Гриша Ганчев, а 8% – на „Корпоративна търговска банка“ АД. Има капитал от 20 млн. лева. Предмет на дейността на „Литекс моторс“ е проектирането и производството на леки автомобили, мотоциклети, мотопеди и други превозни средства, внос и търговия с резервни части и принадлежности, горива и масла, автосервизна и ремонтна дейност. Централата на компанията е на адрес 1756 София, Litex Tower, улица „Лъчезар Станчев“ 3.

## Завод
Заводът за автомобили на „Литекс Моторс“ се намира в село Баховица, в близост до град Ловеч. Официално е открит на 21 февруари 2012 г. от министър-председателя Бойко Борисов. Той е съвместна инвестиция на китайската автомобилна компания Great Wall Motor и българската „Литекс моторс“. Заводът обхваща площ от 500 000 m².
Автомобилите са предназначени за националния и европейските пазари. Към 2013 г. се предлагат градският модел Voleex C10, пикапът Steed 5 и джипът Hover H5.
През декември 2013 г. на церемония в присъствието на министър Драгомир Стойнев е изпратена първата пратка автомобили Great Wall за износ за Европа. По думите на изпълнителния директор на „Литекс моторс“ Илия Терзиев „до момента в завода са произведени 2170 автомобила“.